# Emilia Basil, cocinera
Emilia Basil, cocinera es el quinto capítulo de la primera temporada de la serie de televisión argentina Mujeres asesinas. Este episodio se estrenó el día 16 de agosto de 2005.
En el libro de Mujeres asesinas, este capítulo recibe el nombre de Emilia Basil, cocinera, al igual que en el capítulo de televisión.
Este episodio fue protagonizado por Cristina Banegas en el papel de asesina. Coprotagonizado por Patricio Contreras. También, contó con las actuaciones especiales de Manuel Vicente, Carlos Weber y el primer actor Norman Briski.

## Desarrollo

### Trama
Emilia Basil (Cristina Banegas), es una inmigrante libanesa que se fue a vivir a Buenos Aires en 1940. Ella conoce a Felipe Coronel Rueda (Patricio Contreras). Ambos se casan y ponen un restaurante. Como no les va suficientemente bien, no pueden pagar el alquiler del negocio en su totalidad, entonces como forma de paga, dejan que el dueño José Petriella (Norman Briski), viva en el fondo del local. En ese lapso Emilia se encuentra extorsionada por Petriella, que le ofrece dinero a cambio de sexo. Ella ante su situación acepta a escondidas de su esposo; finalmente Emilia se ve envuelta de odio y asco ante esta situación y decide frenar con esto. El tema es que Petriella no la deja. Ella decide entonces sin ninguna duda, ahorcarlo y cortarlo en pedazos, para luego cocinarlo y hacerlo empanadas, guiso, estofado y todo lo que sea necesario para liquidarlo. Las empanadas y las demás comidas eran vendidas a un precio sumamente económico en su Cantina. Lo único que olvidó Emilia es el torso del señor en un cajón de manzanas a lo que comenzó a echar olor y los vecinos se dieron cuenta.

### Condena
Emilia Basil cocinó el cuerpo de su extorsionador y lo sirvió a los clientes de su restaurante. Fue condenada a diez años de prisión por homicidio simple. En noviembre de 1979, seis años después del crimen fue puesta en libertad condicional.

## Elenco
- Cristina Banegas como Emilia Basil
- Norman Briski como José Petriella
- Patricio Contreras
- Manuel Vicente
- Carlos Weber

## Adaptaciones
- Mujeres asesinas (Colombia): Emilia, la carnicera - Alejandra Borrero
- Mujeres asesinas (México): Emilia, cocinera - María Rojo